# NGC 5874
NGC 5874 est une galaxie spirale intermédiaire située dans la constellation du Bouvier. Sa vitesse par rapport au fond diffus cosmologique est de 3 206 ± 6 km/s, ce qui correspond à une distance de Hubble de 47,3 ± 3,3 Mpc (∼154 millions d'al). NGC 5874 a été découverte par l'astronome américain Lewis Swift en 1885.
La classe de luminosité de NGC 5874 est III et elle présente une large raie HI. Elle renferme également des régions d'hydrogène ionisé.
À ce jour, huit mesures non basées sur le décalage vers le rouge (redshift) donnent une distance de 52,800 ± 11,234 Mpc (∼172 millions d'al), ce qui est à l'intérieur des valeurs de la distance de Hubble. Notons cependant que c'est avec la valeur moyenne des mesures indépendantes, lorsqu'elles existent, que la base de données NASA/IPAC calcule le diamètre d'une galaxie et qu'en conséquence le diamètre de NGC 5874 pourrait être d'environ 35,8 kpc (∼117 000 al) si on utilisait la distance de Hubble pour le calculer.

## Supernova
La supernova SN 1999A a été découverte dans NGC 5874 le 10 janvier 1999 par  M. Modjaz, E. Halderson, T. Shefler, J. Y. King, M. Papenkova, W. Li, R. R. Treffers et A. V. Filippenko dans le cadre du programme conjoint LOSS/KAIT (Lick Observatory Supernova Search de l'observatoire Lick et The Katzman Automatic Imaging Telescope de l'université de Californie à Berkeley. Cette supernova était de type II.

## Groupe de NGC 5908
Selon A.M. Garcia, la galaxie NGC 5874 fait partie d'un groupe de galaxies qui compte au moins sept membres, le groupe de NGC 5908. Les autres membres de ce groupe sont NGC 5820, NGC 5821, NGC 5876, NGC 5905, NGC 5908 et UGC 9759.
D'autre part, dans un article publié en 1998, Abraham Mahtessian mentionne aussi ce groupe, mais les galaxies NGC 5820, NGC 5821 et UGC 9759 n'y figurent pas.